# Счастливчик (Marvel Comics)
Счастливчик, иногда Отстрельщик (англ. Longshot) — персонаж Marvel Comics.

## История персонажа
Отстрельщик родом из параллельного мира, населенного полугуманоидными существами. Эти существа были неспособны к прямохождению, и это значительно тормозило их развитие. Учёный Арайз смог изобрести экзоскелет, который позволил его соплеменникам стоять вертикально. После этого их цивилизация значительно продвинулась. Однако часть представителей этой расы по неизвестным причинам отказалась использовать экзоскелет. Они называли себя «Бесхребетными» и стали правителями мира. Арайз с помощью генной инженерии создал для них расу гуманоидных рабов и вопреки своим хозяевам заложил в них развитый интеллект и способность к самостоятельному мышлению. Восстание рабов было неизбежно, тем более что в некоторых из них были заложены сверхъестественные способности. Одним из этих рабов и был Отстрельщик, слуга-воин одного из Бесхребетных, Моджо. Моджо увлекался телевидением и кинематографом и заставлял Отстрельщика исполнять опасные трюки в своих фильмах. Когда Отстрельщик встретился со своим создателем Арайзом, тот убедил его начать восстание рабов против Бесхребетных. Отстрельщик стал легендарным лидером повстанцев, но был захвачен Бесхребетными в плен. Чтобы призвать к покорности, ему стерли память, но Отстрельщик бежал и через портал попал на Землю. Здесь у него было много приключений, включая сражения с охотившимися за ним жителями его мира, таких как Спираль или Гог и Магог. Когда на Землю прибыл лично Моджо, желая поработить мир, Отстрельщик, уже частично восстановивший память, победил его и отправил через портал обратно. Вскоре после этого Отстрельщик встретился с земными супергероями — Людьми Икс, и присоединился к ним. Вскоре у него началась любовь с партнёршей по команде — Ослепительной.

### Ultimate
Счастливчик был лучшим участником шоу «Смертельная Игра», проводившимся на острове Моджо. Туда его отправили по обвинению в убийстве сенатора. Люди Икс, которые считали, что Счастливчик невиновен, спасли его. Однако позже вина его была доказана.
Он долгое время скрывался на Дикой Земле, где его нашла Алая Ведьма. Она приняла его в Братство Мутантов, в котором он сыграл важную роль при побеге Магнето из тюрьмы. Позже, во время битвы Алтимейтс и Братства Мутантов на Дикой Земле за тело Алой Ведьмы, Счастливчик погиб

## Силы и способности
Во-первых, Отстрельщик может влиять на так называемые «вероятностные поля», склоняя удачу в свою пользу. Эта способность работает бессознательно. Однако, создавая «удачу» для себя, Отстрельщик невольно уравновешивает её противоположным эффектом — «неудачей», которая может затронуть кого угодно, в том числе и его самого.
Также Отстрельщик может телепатически читать недавние воспоминания людей, прикасаясь к ним, и «псионические отпечатки», которые люди оставляют на предметах. Чем сильнее эмоция человека, прикасавшегося к этому предмету, тем более сильный отпечаток остается, и Отстрельщик может прочитать его недавние мысли.
Кости Отстрельщика полые, как у птиц, он нечеловечески ловок и проворен. В качестве оружия использует дротики, которые может метать с большой точностью.